# Gabrielius Camara
Gabrielius Camara is een Nederlandse tafeltennisser en international. 

## Sportloopbaan
Camara (2005) kwam als zevenjarige met tafeltennis in aanraking via een clinic op school en vond het zo leuk dat hij zich aanmeldde bij het Rotterdamse Twenty-One Up. Zijn ontwikkeling ging heel snel want hij debuteerde op 11 maart 2018 als 12-jarige al voor Taverzo in de Nederlandse eredivisie bij de senioren.  

## Nationale erelijst
| Prestatie                 | Categorie                                            | Jaar     |
| ------------------------- | ---------------------------------------------------- | -------- |
| Nederlands kampioen       | Heren enkel                                          | 2025     |
| Nederlands kampioen NJK-A | Jongens onder 19                                     | 20232024 |
| Nederlands kampioen NJK-A | Jongens dubbel onder 19 jaar (met Kas van Oost)      | 2023     |
| Nederlands kampioen NJK-A | Jongens onder 17                                     | 2022     |
| Nederlands kampioen NJK-A | Jongens dubbel onder 17 jaar (met Remi Chambet-Weil) | 2022     |
| Nederlands kampioen       | Heren dubbel (met Jochem de Hoop)                    | 2021     |

## Internationale resultaten
| Toernooi                               | Resultaat | Categorie              | Jaar |
| -------------------------------------- | --------- | ---------------------- | ---- |
| WTT Youth Contender Helsingborg Zweden | zilver    | Jongens onder 19 (O19) | 2024 |

## Verenigingen
Seniorencompetities
- 2018/2019 t/m 2021/2022:  Taverzo[2]
- 2023 voorjaarscompetitie:  TTC Grün Weiss Bad Hamm (2e Bundesliga)[6]
- 2023 najaarscompetitie t/m heden:  Estillion Maashorst (Uden)[7]